# Équipe du Canada de rugby à XIII
L’équipe du Canada de rugby à XIII, surnommée les Wolverines (en français les Gloutons), représente le Canada dans les compétitions et matchs internationaux de rugby à XIII. Remise en selle en 2010, elle joue régulièrement dans plusieurs tournois impliquant surtout leurs rivaux nord-américains, les États-Unis et la Jamaïque. Elle accueille aussi chaque année au moins une équipe venant d’un autre continent. Son but actuel est de monter dans le classement mondial pour finalement obtenir une qualification pour la Coupe du monde 2017.

## Histoire
Dès la fin du XIXe siècle, les associations de rugby au Canada vont commencer à faire des modifications dans les règles de jeu, se dissociant petit à petit tant des règles du rugby à XIII que de celles du rugby à XV et créant ainsi le sport connu aujourd’hui sous le nom de football canadien. Certains clubs resteront fidèles aux règles originales et continueront à pratiquer ce qu’on appelait alors le « rugby anglais », qui est en fait le rugby à XV.
En Nouvelle-Écosse, face à la concurrence du football canadien, la fédération de rugby décide d’adopter les règles du rugby à XIII dès l’après deuxième guerre mondiale, tout en restant affiliée aux instances du rugby à XV. Malgré tout, dans le courant des années 1960, les différentes compétitions séniores, universitaires et collégiales / secondaires de rugby à XIII prennent fin, même si quelques ligues survivent çà et là.
C’est en 1986 que le rugby à XIII reprend vie une première fois, avec la formation de trois équipes canadiennes, rejoignant une équipe des États-Unis au sein d’une mini-ligue. L’année suivante, une équipe nationale canadienne est formée. Elle disputera chaque année plusieurs rencontres internationales et des tournois comme celui des nations émergentes. Fin 2000, la fédération et l’équipe nationale sont dissoutes et le rugby à XIII ne sera plus organisé au Canada pendant la décennie qui suit.
La Canada Rugby League (en) (CRL) est fondée en 2010 pour relancer le sport dans le pays et organise la même année un déplacement d'une sélection nationale aux États-Unis pour y disputer un tournoi avec des clubs affiliés à l'American National Rugby League.
En septembre 2010, la première édition de la Coupe coloniale est organisée à Kingston en Ontario. Elle deviendra ensuite un tournoi annuel entre le Canada et les États-Unis qui se joue en deux matchs depuis 2011.
En novembre 2010, le Canada se joint aux États-Unis et à la Jamaïque pour disputer l'Atlantic Cup. Depuis lors, ces deux équipes rencontrent régulièrement le Canada, créant ainsi une mini-rivalité à trois en rugby à XIII nord-américain.
En 2011, le Canada accueille pour la première fois une équipe venant d’un autre continent, l’Équipe d'Afrique du Sud de rugby à XIII.
Fin des années 2010, la fédération canadienne lance un partenariat, assez original dans le monde sportif, puisqu'il est conclu non pas avec une autre fédération ou avec une instance internationale, mais directement avec un club anglais, celui des Keighley Cougars. Celui-ci consiste notamment à envoyer des joueurs canadiens s’aguerrir au contact du championnat anglais. En 2018, deux internationaux canadiens sont concernés : Andrew Giguere et Michael Mastroianni, joueurs de l'équipe canadienne des Toronto City Saints. L'autre point important du partenariat et la tournée de l'équipe réserve des Cougars au Canada en 2019.

## Campagne de qualification pour la coupe du monde 2021 et échec
Au mois de novembre 2018, l'équipe du Canada joue sa qualification dans un double header qui l'oppose d'abord à l'équipe de Jamaïque. Elle doit impérativement remporter ce match pour accéder à la finale qui l'opposerait alors au vainqueur du match États-Unis - Chili et surtout accéder aux deux seules places qualificatives. En cas de victoire en finale, elle se qualifie directement, sinon sa place de vice-championne lui permettrait de disputer un barrage intercontinental. C'est le scenario qui parait le plus plausible, les États-Unis étant pressentis pour remporter le tournoi.
Lors du tournoi, qui se déroule en Floride au mois de novembre 2018, le Canada est battu par la Jamaïque sur le score sévère de 38 à 08. Le Canada perd donc toute chance de qualification, et n'a donc comme perspective la plus proche que la Coupe du monde de 2025, où elle sera qualifiée d'office en tant que nation-hôte. Un espoir qui sera finalement contrarié par le choix par la Fédération internationale de la France au lieu du Canada et des Etats-Unis pour l'édition de 2025. 
Toutefois, elle sauve l'honneur en battant le Chili lors du match de classement, sur le score de 62 à 12.
Sa prochaine perspective est donc de tenter de se qualifier pour la coupe du monde de 2025.

## Les matchs du XIII du Canada

### Palmarès
| Coupe du monde                              | Championnat des Amériques                            |
| ------------------------------------------- | ---------------------------------------------------- |
| - Coupe du monde (0) - Aucune qualification | - Championnat des Amériques (0) - Finaliste en 2016. |

#### Parcours en Coupe du monde
| Année | Position    |         | Année        | Position |              | Année | Position |
| 1954  | Non invitée | 1975    | Non invitée  | 2008     | Non qualifié |       |          |
| 1957  | Non invitée | 1977    | Non invitée  | 2013     | Non qualifié |       |          |
| 1960  | Non invitée | 1985-88 | Non invitée  | 2017     | Non qualifié |       |          |
| 1968  | Non invitée | 1989-92 | Non invitée  | 2021     | Non qualifié |       |          |
| 1970  | Non invitée | 1995    | Non invitée  | 2025     | Qualifié     |       |          |
| 1972  | Non invitée | 2000    | Non qualifié |          |              |       |          |

#### Parcours en Championnat des Amériques
| Année | Position  |      | Année     | Position |           | Année | Position |
| 2016  | Finaliste | 2017 | Troisième | 2018     | Troisième |       |          |

## Résultats (depuis 2010)
| Année | Date         | Résultat                           | Lieu                        | Ville        | Assistance | Compétition            |
| ----- | ------------ | ---------------------------------- | --------------------------- | ------------ | ---------- | ---------------------- |
| 2012  | 17 juin      | Royal Air Force bat Canada A 22-16 | Fletcher's Fields           | Markham      |            | Amical                 |
| 2011  | 9 octobre    | Afrique du Sud bat Canada 36-22    | Fletcher's Fields           | Markham      | Inconnu    | Amical                 |
| 2011  | 18 septembre | Canada bat USA 18-16               | Fletcher's Fields           | Markham      | Inconnu    | Coupe coloniale        |
| 2011  | 27 août      | USA bat Canada 18-2                | -                           | Philadelphie | Inconnu    | Coupe coloniale        |
| 2011  | 31 juillet   | Canada bat Jamaïque 40-10          | Fletcher's Fields           | Markham      | 1 500      | Caribbean Carnival Cup |
| 2010  | 20 novembre  | USA bat Canada 46-12               | Hodges Field                | Jacksonville | 2 800      | Atlantic Cup           |
| 2010  | 18 novembre  | Jamaïque bat Canada 32-12          | Hodges Field                | Jacksonville | 800        | Atlantic Cup           |
| 2010  | 19 septembre | USA bat Canada 20-16               | Richardson Memorial Stadium | Kingston     | Inconnu    | Coupe coloniale        |

## Compétitions de développement
L'équipe canadienne recrute l'essentiel de ses joueurs dans les deux compétitions de clubs organisés par le CRL.

### Ontario
Dès 2010, deux clubs sont fondés en Ontario, l'un à Saint-Catharines (les Bobcats), l'autre à Toronto (les Saints). En 2011, deux autres clubs tous deux basés dans le grand Toronto (à York et Scarborough) viennent les rejoindre.
En 2012, les Bobcats déménagent à Hamilton et deviennent les Hammers de Hamilton. Les deux formations de York et Scarborough fusionnent et donnent naissance aux Centurions de Toronto, qui continueront le partenariat engagé avec les Leigh Centurions de la Super League européenne. Les Saints de Toronto City gardent leur organisation et leur partenariat avec le club anglais de St Helens. Enfin, une nouvelle formation voit le jour à Ottawa, les Rhinos, qui seront soutenus par les Leeds Rhinos. Pour 2012, les Rhinos joueront tous les matchs dans la région de Toronto mais organiseront leurs pratiques à Gatineau, Québec.
Le 13 juin 2012, une équipe composée des meilleurs joueurs des deux équipes torontoises a affronté la sélection de l’Aviation royale britannique dans le cadre de sa tournée canadienne. Cette dernière s'est imposée sur le score de 22 à 42.

#### Palmarès
| Année | Vainqueur              | Deuxième                    |
| 2010  | Saints de Toronto City | Bobcats de Saint-Catharines |
| 2011  | Bobcats de Niagara     | Saints de Toronto City      |
| 2012  | (en cours)             | (en cours)                  |

### Colombie britannique
En 2012, une nouvelle compétition est lancée dans l'Ouest du pays. Cinq clubs y participent. Trois sont basés dans la grande région de Vancouver et sont en fait des clubs de rugby à XV ayant décidé de rester actif pendant la saison d'été en pratiquant le rugby à XIII :
Surrey Beavers, Burnaby Lake Blue & Whites, Bayside Sharks.
Un autre club représente la région de Sea to Sky (du nom de l'autoroute qui rejoint Vancouver et la complexe montagneux de Whistler) : les Eagles qui seront basés à Squamish.
En enfin, Kelowna aura également son club, les Crows.
En raison de l’indisponibilité des trois premiers clubs, impliqués dans la fin de saison du rugby à XV, ce sont ces deux derniers clubs qui ont disputé le 12 mai 2012 le premier match officiel de rugby à XIII en Colombie britannique, une victoire des Crows sur le score de 46 à 24.

## The Rugby League Show
Une émission hebdomadaire d'environ 50 minutes est produite en collaboration avec le CRL et est diffusée sur les ondes de Sportsnet World. Son contenu comprend trois parties : un résumé des matchs de Super League ou selon le calendrier de la Coupe d'Angleterre, un résumé des matchs de la NRL et selon le calendrier, un sujet sur l'actualité d'Équipe Canada, y compris un résumé de tous leurs matchs.
L'émission est présentée par Eric Perez, Président de CRL.

## Équipe féminine nationale de Rugby à XIII
En 2016, est créée une sélection nationale féminine surnommée les «  Ravens »  (les corbeaux si on traduit littéralement, quoique que corneilles au féminin serait plus adapté) . Elles disputent leur première coupe du monde en 2017 et en atteignent les demi-finales . Elles occupent le 4e rang mondial 

## Personnalités et joueurs emblématiques
On peut d'abord mentionner Darren Mabbott, qui a contribué au lancement du rugby à XIII au Canada en assistant celui qui a fondé la fédération:  Dave Silcot. Il s'agit d'un britannique qui a vécu une large partie de sa vie au Canada.
Sur le terrain ensuite, deux jeunes espoirs devraient faire parler d'eux fin des années 2010 ;  Andrew Giguere et Michael Mastroianni, deux internationaux,  joueurs de l'équipe canadienne des Toronto City Saints.

## Saisons passées

### Saison 2012
En 2012, le programme des Wolverines commencera avec une double confrontation amicale face à une sélection de l'Aviation royale britannique. Le premier match sera en fait joué par une équipe représentant la ville et les deux équipes de Toronto ; le second sera joué sous le nom de Canada Wolverines A et la sélection sera composée majoritairement de joueurs provenant de Hamilton et Ottawa (mais quelques joueurs des Saints et des Centurions seront présents également). Suivront une rencontre contre la Jamaïque et une contre le Liban (une première dans l’histoire des deux nations), la traditionnelle double confrontation contre les Américains dans le cadre de la Coupe coloniale et enfin un affrontement avec les Lionharts de l'Angleterre, une sélection des meilleurs joueurs amateurs anglais.
Le but pour les Gloutons est d'obtenir un laissez-passer direct pour la Coupe du monde 2017